# Cypraeovula amphithales
Cypraeovula amphithales is een slakkensoort uit de familie van de Cypraeidae. De wetenschappelijke naam van de soort is voor het eerst geldig gepubliceerd in 1888 door Melvill.